# Silvia Glatthard
Silvia Glatthard (Bönigen, 11 maart 1930 – 20 juli 2024) was een Zwitserse alpineskiester. Zij nam deel aan de Olympische Winterspelen van 1952.
Zij overleed in 2024 op 94-jarige leeftijd.

## Belangrijkste resultaten

### Olympische Winterspelen
| Jaar | Plaats | Discipline  | Onderdeel        | Resultaat |
| ---- | ------ | ----------- | ---------------- | --------- |
| 1952 | Oslo   | alpineskiën | afdaling (v)     | 15e       |
| 1952 | Oslo   | alpineskiën | reuzenslalom (v) | 29e       |

1. ↑  Swiss-Ski trauert um Silvia Glatthard-Mühlemann, SwissSki, 2 augustus 2024.